# Brigadas Espada de al-Sham
Las Brigadas de la Espada de al-Sham (en árabe: ألوية سيف الشام‎, romanizado: "Las Brigadas de Espadas del Levante", lit. 'Alwiyat Saif al-Cham') es un grupo rebelde en la Guerra Civil Siria.

## Afiliaciones
Alwiyat Saif al-Cham está afiliado al Ejército Libre Sirio  y forma parte de la cincuentena de brigadas del ELS que conforman el Frente del Sur. 

## Efectivos y mando
En 2015, la brigada reclamó tener 4.000 combatientes. El grupo está constituido por varias brigadas, entre ellas la Liwa Ezz («Brigada Ezz») y la Liwa Saeed al-Masih («Brigada de Jesucristo»), siendo esta última formada íntegramente por miembros de las poblaciones minoritarias cristianas del país.
El grupo está dirigido por Abou Salah al-Shami y su jefe militar es el mayor Khalil al-Zawara.

## Zonas de operaciones
El grupo está inicialmente activo en la gobernación de Rif Dimashq, participando en particular en la batalla de Damasco en 2012. Luego se extendió a las gobernaciones de Daraa y Quneitra.

## Armamento

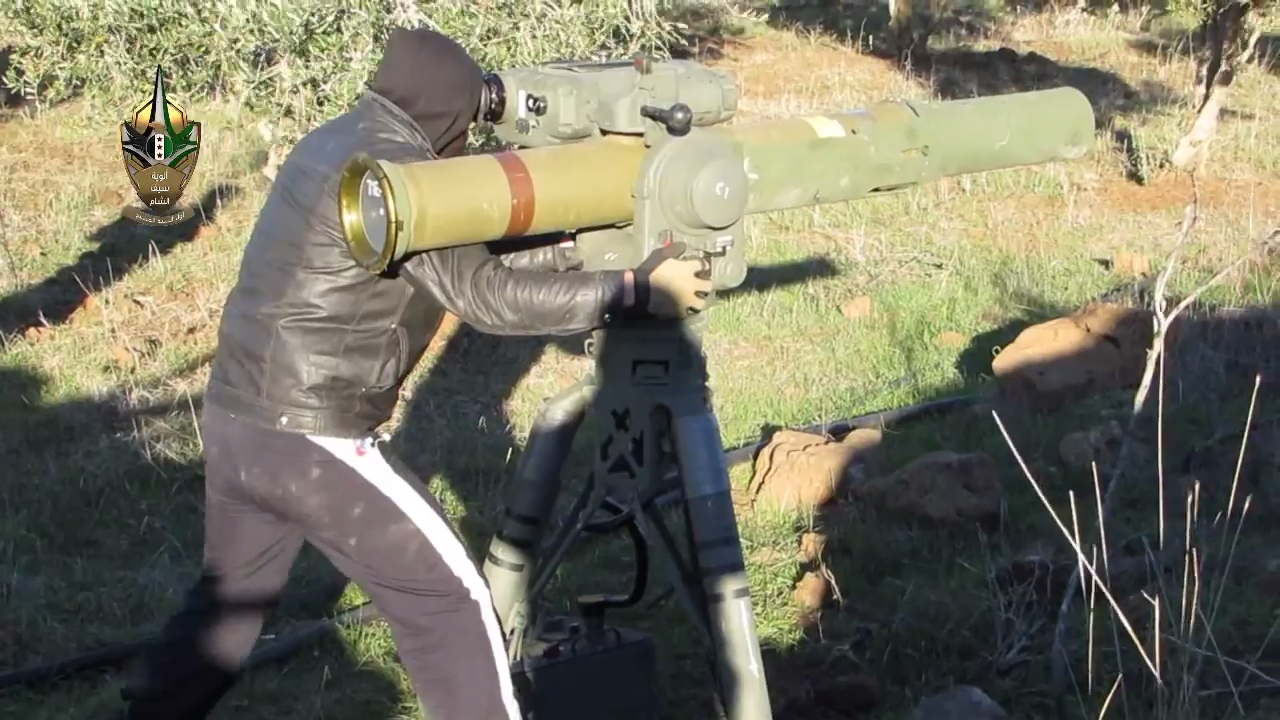
Un combatiente rebelde de las Brigadas Espada de al-Sham – Brigada de Jesucristo se prepara para lanzar un misil BGM-71 TOW, el 25 de diciembre de 2014.

Alwiyat Saif al-Cham forma parte de las brigadas rebeldes apoyadas por los Estados Unidos que se benefician de entregas de misiles antitanque BGM-71 TOW.